# Constanza de Portugal (nacida hacia 1294)

Escudo del reino de Portugal.

Constanza de Portugal y Manuel (n. c. 1294). Dama portuguesa, hija del infante Alfonso de Portugal y de Violante Manuel, hija del infante Manuel de Castilla.

## Biografía
Hija del infante Alfonso de Portugal y de su esposa Violante Manuel, era nieta por parte paterna del rey Alfonso III de Portugal y de su esposa, la reina Beatriz de Castilla y por parte materna eran sus abuelos el infante Manuel de Castilla, hijo de Fernando el Santo, y la infanta Constanza de Aragón, hija de Jaime I de Aragón. 
Se cree que nació en el año 1294. Contrajo matrimonio en 1295 contando con un año de edad, con Nuño González de Lara, hijo de Juan Núñez I de Lara y hermano de Juan Núñez de Lara el Menor. El matrimonio nunca fue consumado y no tuvieron descendencia. Su esposo Nuño González de Lara, Alférez del rey Fernando IV el Emplazado, rey de Castilla y León, falleció en la ciudad de Valladolid en 1296. 
Se desconoce su fecha de defunción.